# Iwan Müller (musiker)
 Der er flere personer med dette navn, se Iwan Müller.
Iwan Müller (født 3. december 1786 i Tallinn, Estland, død 4. februar 1854 i Bückeburg) var en klarinettist, komponist og opfinder, som i begyndelsen af 1800-tallet var ansvarlig for et stort fremskridt i udviklingen af klarinetten.